# ذا كرو موتورفيست
ذا كرو موتورفيست هي لعبة فيديو سباقات أونلاين، تم تطويرها ونشرها بواسطة يوبي سوفت لأجهزة بلاي ستيشن 4، وبلاي ستيشن 5، ومايكروسوفت ويندوز وإكس بوكس ون وإكس بوكس سيريس إكس وسيريس إس، وهي الإصدار الثالث في سلسلة ذا كرو، صدرت بتاريخ 14 سبتمبر، 2023. حصلت اللعبة على تقييمات إيجابية من أغلب النقاد، الذين أشاروا بأنها تحسنت عن الجزئين الأول والثاني.

## اللعب
اللعبة ستقع أحداثها في نسخة مصغرة من جزيرة أواهو في هاواي بالولايات المتحدة. سيكون موضوعها حول مهرجان سيكون بمثابة المنطقة الرئيسية للوصول إلى الأحداث المختلفة في اللعبة ، والتي تشبه تلك الموجودة في سلسلة ألعاب فورزا موتورسبورت . تشبه طريقة لعبها تلك التي كانت في الألعاب السابقة في السلسلة ، حيث تتميز بميزات متعددة اللاعبين عبر الإنترنت يشار إليها في اللعبة باسم "كرو" ، فضلاً عن القدرة على التحكم في المركبات بخلاف السيارات مثل الطائرات والقوارب.

## روابط خارجية
- الموقع الرسمي